# Scott Humphries
Scott Humphries (Greeley, 26 maggio 1976) è un ex tennista statunitense.

## Carriera
Ottenne il suo best ranking in singolare il 9 settembre 1996 con la 260ª posizione, mentre nel doppio divenne il 30 ottobre 2000, il 29º del ranking ATP.
Specialista del doppio, vinse in carriera tre tornei del circuito ATP su un totale di dieci finali raggiunte. Ottenne il suo primo successo nel 2000, nello Sybase Open, in coppia con il connazionale Jan-Michael Gambill e superando in finale la coppia formata dall'argentino Lucas Arnold Ker e dal filippino Eric Taino con il risultato di 6-1, 6-4. Il miglior risultato ottenuto nei tornei del grande slam fu la semifinale raggiunta in coppia con il connazionale Justin Gimelstob nell'Australian Open 2001; in quell'occasione furono sconfitti da Byron Black e da David Prinosil con il risultato di 62-7, 1-6. Furono invece quattordici i successi nel circuito ATP Challenger Series.
Nel 1994 vinse il torneo di Wimbledon junior superando in finale l'australiano Mark Philippoussis con il punteggio di 7–65, 3–6, 6–4.

## Statistiche

### Tornei ATP

#### Doppio

##### Vittorie (3)
| Legenda singolare            |
| Grande Slam (0)              |
| ATP World Tour Finals (0)    |
| ATP Masters Series (0)       |
| ATP International Gold (0)   |
| ATP International Series (3) |

| N. | Data              | Torneo                  | Superficie  | Compagno            | Avversari in finale          | Punteggio |
| 1. | 7 febbraio 2000   | Sybase Open, San Jose   | Cemento (i) | Jan-Michael Gambill | Lucas Arnold Ker Eric Taino  | 6-1, 6-4  |
| 2. | 11 settembre 2000 | Tashkent Open, Tashkent | Cemento     | Justin Gimelstob    | Marius Barnard Robbie Koenig | 6-3, 6-2  |
| 3. | 9 settembre 2002  | Brasil Open, Bahia      | Cemento     | Mark Merklein       | Gustavo Kuerten André Sá     | 6-3, 7-61 |

##### Sconfitte in finale (7)
| Legenda singolare            |
| Grande Slam (0)              |
| ATP World Tour Finals (0)    |
| ATP Masters Series (0)       |
| ATP International Gold (2)   |
| ATP International Series (5) |

| N. | Data              | Torneo                                 | Superficie  | Compagno            | Avversari in finale               | Punteggio        |
| 1. | 23 agosto 1999    | Waldbaum's Hamlet Cup, Long Island     | Cemento     | Jan-Michael Gambill | Olivier Delaître Fabrice Santoro  | 5-7, 4-6         |
| 2. | 8 novembre 1999   | Stockholm Open, Stoccolma              | Cemento (i) | Jan-Michael Gambill | Piet Norval Kevin Ullyett         | 5-7, 3-6         |
| 3. | 21 febbraio 2000  | AXA Cup, Londra                        | Cemento (i) | Jan-Michael Gambill | David Adams John-Laffnie de Jager | 3-6, 7-67, 611-7 |
| 4. | 24 luglio 2000    | Mercedes-Benz Cup, Los Angeles         | Cemento     | Jan-Michael Gambill | Paul Kilderry Sandon Stolle       | Walkover         |
| 5. | 21 agosto 2000    | Waldbaum's Hamlet Cup, Long Island     | Cemento     | Jan-Michael Gambill | Jonathan Stark Kevin Ullyett      | 4-6, 4-6         |
| 6. | 8 settembre 2003  | Brasil Open, Bahia                     | Cemento     | Mark Merklein       | Todd Perry Thomas Shimada         | 2-6, 4-6         |
| 7. | 29 settembre 2003 | Japan Open Tennis Championships, Tokyo | Cemento     | Mark Merklein       | Justin Gimelstob Nicolas Kiefer   | 7-66, 3-6, 64-7  |

### Tornei minori

#### Doppio

##### Vittorie (15)
| Legenda tornei minori |
| Challenger (14)       |
| Futures (1)           |

| N.  | Data              | Torneo                                        | Superficie    | Compagno         | Avversari in finale               | Punteggio      |
| 1.  | 7 agosto 1995     | Binghamton Challenger, Binghamton             | Cemento       | Adam Peterson    | Neil Borwick Jamie Morgan         | 7-6, 6-2       |
| 2.  | 12 agosto 1996    | Bronx Tennis Classic, Bronx                   | Cemento       | David DiLucia    | Chris Haggard Chris Wilkinson     | 6-4, 6-1       |
| 3.  | 23 settembre 1996 | JSM Challenger, Urbana                        | Cemento (i)   | David DiLucia    | Brandon Coupe Trey Phillips       | 6-4, 6-2       |
| 4.  | 8 giugno 1998     | Ireland Dublin Futures, Dublino               | Erba          | Michael Hill     | Jeff Coetzee Damien Roberts       | 3-6, 6-3, 6-2  |
| 5.  | 3 agosto 1998     | Tijuana Challenger, Tijuana                   | Cemento       | Michael Hill     | Mitch Sprengelmeyer Eric Taino    | 6-3, 6-2       |
| 6.  | 12 luglio 1999    | Aptos Challenger, Aptos                       | Cemento       | Michael Hill     | Harel Levy Lior Mor               | 7-64, 1-6, 7-5 |
| 7.  | 29 ottobre 2001   | Burbank Challenger, Burbank                   | Cemento       | Chris Woodruff   | Jeff Coetzee Tuomas Ketola        | 7-5, 1-6, 6-4  |
| 8.  | 4 febbraio 2002   | Joplin Challenger, Joplin                     | Cemento (i)   | Justin Gimelstob | Paul Rosner Glenn Weiner          | 6-4, 7-63      |
| 9.  | 5 agosto 2002     | Binghamton Challenger, Binghamton             | Cemento       | Paul Goldstein   | Amir Hadad Robert Kendrick        | 4-6, 7-61, 7-5 |
| 10. | 23 settembre 2002 | Tulsa Challenger, Tulsa                       | Cemento       | Mark Merklein    | Diego Ayala Jason Marshall        | 7-61, 6-4      |
| 11. | 4 novembre 2002   | Slovak Open, Bratislava                       | Sintetico (i) | Mark Merklein    | Leoš Friedl David Škoch           | 3-6, 6-4, 6-2  |
| 12. | 27 gennaio 2003   | Challenger of Dallas, Dallas                  | Cemento (i)   | Justin Gimelstob | Martín García Graydon Oliver      | 7-67, 7-64     |
| 13. | 7 aprile 2003     | Calabasas Pro Tennis Championships, Calabasas | Cemento       | Justin Gimelstob | Kevin Kim Jim Thomas              | 6-3, 6-3       |
| 14. | 12 maggio 2003    | Forest Hills Challenger, Forest Hills         | Terra verde   | Justin Gimelstob | Huntley Montgomery Tripp Phillips | 7-61, 3-6, 6-4 |
| 15. | 26 gennaio 2004   | Waikoloa USTA Challenger, Waikoloa            | Cemento       | Brian Vahaly     | Brandon Coupe Travis Parrott      | 6-3, 7-63      |